# Система парковки автомобилей
Систе́ма парко́вки автомоби́лей — техническое устройство, применение которого по сравнению с традиционными способами хранения автомобилей делает возможным их более компактное складирование.

## Типы
Распространены следующие типы СПА:
- Башенный тип — стеллажная СПА большой этажности с относительно малой опорной площадью. Чаще всего этот термин применяется к СПА с парой вертикальных рядов стационарных мест хранения автомобилей, между которыми предусмотрено пространство для перемещения механизированного устройства, обеспечивающего сообщение мест хранения автомобилей с загрузочным терминалом.
- Мозаичный тип — стеллажная СПА, в ряде случаев предусматривающая возможность образования различных комбинаций перегруппировки подвижных мест хранения для ускорения процесса выполнения парковочных операций.
- Маломестная тип — СПА, увеличивающая вместимость одного места хранения автомобилей в несколько раз за счет использования свободного пространства над и/либо под ним.
- Роторный тип — системы парковки автомобилей, в которых перемещение автомобилей совершается по криволинейной бесконечной траектории.

Вспомогательные устройства
- Поворотный стол — вспомогательное устройство МАС, используемое для разворота автомобилей на требуемый угол.
- Подвижные платформы — устройства, обеспечивающие более компактное размещение автомобилей в парковочном пространстве за счёт придания подвижности отдельным местам хранения автостоянки.

## Классификация
В общем виде МАС классифицируют  по следующим признакам:
- По уровню автоматизации СПА;
- По подвижности  хранящихся в СПА автомобилей;
- По конструктивному исполнению средства захвата автомобилей механизированного устройства СПА;
- По взаимному расположению мест хранения СПА;
- По наличию возможности беспрепятственного забора автомобилей в СПА;
- По характеру доступа к местам хранения СПА;
- По возможности одновременного транспортирования нескольких автомобилей механизированным устройством СПА;
- По геометрической форме обслуживаемого системой парковочного пространства.